# Dictyospermum
Dictyospermum es un género de plantas con flores de la familia Commelinaceae.  Comprende 19 especies descritas y de estas, solo 5 aceptadas.
Es originario de Hainan y los trópicos de Asia.

## Taxonomía
El género fue descrito por Robert Wight y publicado en Icones Plantarum Indiae Orientalis 6: 29. 1853[1853]. La especie tipo es: Dictyospermum montanum Wight	

## Especies seleccionadas
- Dictyospermum conspicuum (Blume) J.K.Morton
- Dictyospermum humile (Warb.) J.K.Morton
- Dictyospermum montanum Wight
- Dictyospermum ovalifolium Wight
- Dictyospermum ovatum Hassk.